# Parioglossus interruptus
Parioglossus interruptus is een straalvinnige vissensoort uit de familie van wormvissen (Microdesmidae). De wetenschappelijke naam van de soort is voor het eerst geldig gepubliceerd in 1994 door Suzuki & Senou.